# Chelcie Ross
Chelcie Claude Ross (* 26. Oktober 1942 in Oklahoma City, Oklahoma) ist ein US-amerikanischer Schauspieler.

## Leben
Ross wuchs als ältester von drei Brüdern auf und besuchte nach der Highschool in New Jersey die Texas State University in San Marcos.  Dort spielte er zunächst Baseball, dann wurde sein schauspielerisches Talent entdeckt. Nach seinem Abschluss trat er in die US Air Force ein und kam in Vietnam zum Einsatz. Er wurde mit dem Bronze Star ausgezeichnet, zum Captain befördert und arbeitete schließlich im Pentagon. Er schied aus dem Dienst aus und zog danach nach Dallas, wo er eine fünfjährige Schauspielausbildung am Dallas Theater Center absolvierte.
1985 wurde er für die Rolle des George neben Gene Hackman und Dennis Hopper in David Anspaughs Sportdrama Freiwurf besetzt. Eine weitere Rolle in einem erfolgreichen Sportfilm spielte er 1989 in Die Indianer von Cleveland. Im Hollywood-Blockbuster Basic Instinct war er 1992 in der Rolle des Captain Talcott zu sehen. Weitere Rollen hatte er unter anderem in Außer Kontrolle, Mit aller Macht und The Majestic. Im Fernsehen war Ross neben zahlreichen Episodenrollen über vier Jahrzehnte in verschiedenen wiederkehrenden Rollen zu sehen. 1990 stellte er Dr. Wykoff in Dallas dar, in der Serie Christy spielte er Ben Pentland. Eine seiner bekanntesten Fernsehrollen spielte er 2009 als Connie in Mad Men.
Ross ist daneben auch als Theaterschauspieler tätig, er war unter anderem in Shakespeare-Produktionen von Ein Sommernachtstraum und Maria Stuart in Dallas zu sehen und trat 2008 zwei Monate lang am Londoner Westend im Royal National Theatre in der Adaption des Spielfilmes Im August in Osage County auf.

## Filmografie (Auswahl)

### Film
- 1986: Freiwurf (Hoosiers)
- 1987: The Untouchables – Die Unbestechlichen (The Untouchables)
- 1988: Nico
- 1989: Die Indianer von Cleveland (Major League)
- 1989: Die Killer-Brigade (The Package)
- 1990: Der lange Weg (The Long Walk Home)
- 1991: Bill & Ted’s verrückte Reise in die Zukunft (Bill & Ted’s Bogus Journey)
- 1991: Last Boy Scout – Das Ziel ist Überleben (Last Boy Scout)
- 1992: Basic Instinct
- 1993: Amos & Andrew – Zwei fast perfekte Chaoten (Amos & Andrew)
- 1994: Richie Rich (Ri¢hie Ri¢h)
- 1996: Außer Kontrolle (Chain Reaction)
- 1998: Ein einfacher Plan (A Simple Plan)
- 1998: Mit aller Macht ( Primary Colors)
- 2000: The Gift – Die dunkle Gabe (The Gift)
- 2001: The Majestic
- 2002: Waking Up in Reno
- 2009: Drag Me to Hell
- 2009: Horsemen
- 2011: Dickste Freunde (The Dilemma)
- 2012: Back in the Game (Trouble with the Curve)
- 2012: Um jeden Preis – At Any Price (At Any Price)
- 2018: The Ballad of Buster Scruggs

### Fernsehen
- 1990: Dallas
- 1990: Geschichten aus der Gruft (Tales from the Crypt)
- 1997: Allein gegen die Zukunft (Early Edition)
- 1997: Chicago Hope – Endstation Hoffnung (Chicago Hope)
- 1999: Für alle Fälle Amy (Judging Amy)
- 2003: Cold Case – Kein Opfer ist je vergessen  (Cold Case)
- 2004: JAG – Im Auftrag der Ehre (JAG)
- 2005: Prison Break
- 2009: Mad Men
- 2010: Grey’s Anatomy
- 2011: CSI: Miami
- 2012: Scandal
- 2014: Navy CIS